# Лассу
Лассу́ (фр. Lassouts, окс. Las Sots) — коммуна во Франции, находится в регионе Окситания. Департамент — Аверон. Входит в состав кантона Эспальон. Округ коммуны — Родез.
Код INSEE коммуны — 12124.
Коммуна расположена приблизительно в 490 км к югу от Парижа, в 150 км северо-восточнее Тулузы, в 28 км к северо-востоку от Родеза.

## Население
Население коммуны на 2008 год составляло 316 человек.
| 1962 | 1968 | 1975 | 1982 | 1990 | 1999 | 2008 |
| ---- | ---- | ---- | ---- | ---- | ---- | ---- |
| 413  | 513  | 420  | 382  | 349  | 326  | 316  |

## Экономика

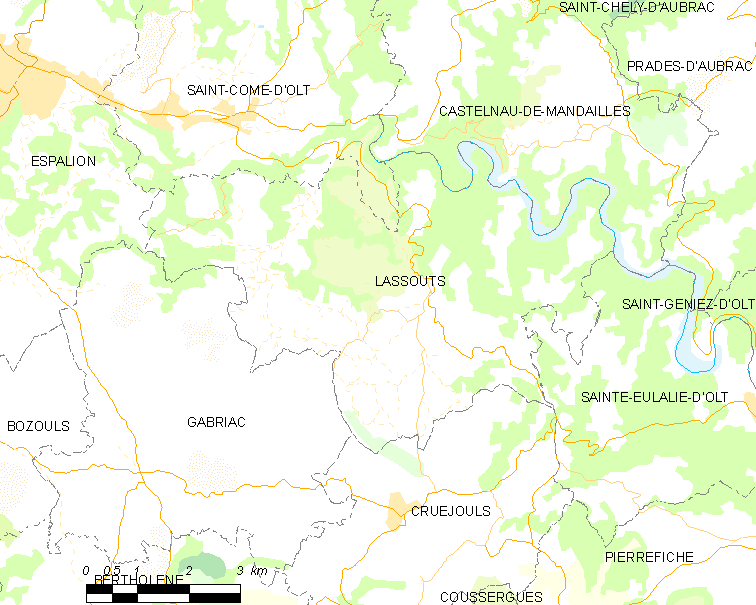
Карта коммуны

В 2007 году среди 156 человек в трудоспособном возрасте (15—64 лет) 118 были экономически активными, 38 — неактивными (показатель активности — 75,6 %, в 1999 году было 69,2 %). Из 118 активных работали 112 человек (68 мужчин и 44 женщины), безработных было 6 (1 мужчина и 5 женщин). Среди 38 неактивных 9 человек были учениками или студентами, 19 — пенсионерами, 10 были неактивными по другим причинам.

## Достопримечательности
- Церковь XII века. Памятник истории с 1927 года[3]
- Замок Роклор (XII век). Памятник истории с 1981 года[4]